# Хосроев, Александр Леонович
Алекса́ндр Лео́нидович Хосро́ев (род. 29 января 1953 года) — российский коптолог, специалист по религиозной культуре Египта II—IV вв.: гностицизма, раннего монашества и манихейства. Доктор исторических наук, главный научный сотрудник Института восточных рукописей РАН.

## Научные труды
- «Александрийское христианство по данным текстов из Наг Хаммади». М., ГРВЛ, 1991;
- «Die Bibliothek von Nag Hammadi. Einige Probleme des Christentums in Ägypten während der ersten Jahrhunderte». Altenberge, Oros Verlag, 1995;
- «Из истории раннего христианства в Египте. На материале коптской библиотеки из Наг Хаммади». М., Присцельс, 1997;
- «Пахомий Великий. Из истории общежительного монашества в Египте» СПб., Nestor-Historia, 2004;
- «История манихейства (Prolegomena)». СПб., Филологический ф-т СПб Гос. ун-та, 2007.
- пер. Тугушева Л.Ю., комм. Хосроев А.Л. Хуастванифт (Манихейское покаяние в грехах). — Санкт-Петербург: Нестор-История, 2008. — 84 с. — 300 экз. — ISBN 978-59818-7283-9.
- Хосроев А.Л. Другое благовестие : «Евангелие Иуды» : Исследование, перевод и комментарий. — Санкт-Петербург: Нестор-История, 2014. — 140 с. — 1000 экз. — ISBN 978-5-4469-0258-3.
- Хосроев А.Л. Д«Другое благовестие». II. Христианские гностики II—III вв.: их вера и сочинения. — Санкт-Петербург: Контраст, 2016. — С. 424. — (Историческая библиотека). — 1000 экз. — ISBN 978-5-4380-0170-6.